# AN/UYA-4
AN/UYA-4はヒューズ・エアクラフト社がアメリカ海軍向けに開発したコンソールのシリーズ。

## 概要
アメリカ海軍において、海軍戦術情報システム（NTDS）はまず対空戦（AAW）の組織化を目的として開発されたが、1960年代中盤より、これを対潜戦（ASW）にも活用することが検討されるようになり、ASWSC&CS（ASW Ship Command and Control System）計画が着手された。そしてその一環として、初期のNTDSが用いていたSYA-4よりも汎用性が高いコンソールが求められるようになった。これに応じて開発されたのが本機であり、1965年頃に設計された。
AN/UYA-4シリーズは、NTDSのディスプレイ・サブシステムとして初めて、トランジスタ、抵抗器、ダイオードといった個別の部品ではなく、集積回路としての電子回路を採用した。基本型となるのがOJ-194/UYA-4で、12インチのPPI (Plan position indicator) スコープを備えるとともに、機能が固定されたボタン6個のほか、機能をカスタマイズできるボタン（variable-action button, VAB）18個を備えており、VABのために48個のラベルを設定できる。45個の運用モードを切り替えて使用できる。また本シリーズでは、三方から画面を覗き込めるよう、20インチと大型のPPIスコープを水平に配置した海図台型のコンソール（operations summary console, OSC）もラインナップされており、初期にはOA-7981、後にはOJ-195・197が用いられた。このほか、3次元レーダーなどから情報を得て目標の高度についての情報を処理するためのOA-7980もラインナップされた。
ただし本シリーズの機能は、基本的には操作・表示のみに限定されており、情報処理はCP-642やAN/UYK-7といったメインフレームにあたる電子計算機で行う方式であった。また特にOJ-197/UYA-4は維持管理のコストが高かったこともあって、後のシステムでは、自らも情報処理を行えるAN/UYQ-70などによって順次に代替されていった。